# جدجداوات شجرية
الجدجداوات الشجرية أو صراصير الأشجار (الاسم العلمي: Oecanthinae)، هي أسرة من الحشرات تتبع فصيلة الجداجد الحقيقية من رتبة مستقيمات الأجنحة.

## قبائل الجدجداوات الشجرية
- الجدجداوية الشجرية
  - الجدجد الشجري